# El Burgo de Ebro
El Burgo de Ebro – gmina w Hiszpanii, w prowincji Saragossa, w Aragonii, o powierzchni 24,86 km². W 2011 roku gmina liczyła 2363 mieszkańców.